# Коскинен, Мартта
Мартта Йоханна Ко́скинен (фин. Martta Johanna Koskinen; 1897 — 29 сентября 1943) — финская революционерка, участница гражданской войны в Финляндии, а затем подпольщица.
Последняя женщина, приговорённая к смертной казни в Финляндии.

## Биография
Участвовала в гражданской войне в Финляндии, была членом Коммунистической партии Финляндии, в 1933 году была приговорена к двум годам заключения за революционную деятельность.
Во время Второй мировой войны, работая швеей, была связной между коммунистическим подпольем и советской разведкой. Также она прятала дезертиров из финской армии. В декабре 1942 года её выдал товарищ, Олави Хейма (Olavi Heima). У нее дома были найдены секретные документы и карты. Её приговорили к смертной казни за передачу данных о расположении финских зенитных батарей. Она никого не выдала и умерла со словами «смерть Рюти, Таннеру и Маннергейму!»